# Sint-Annaplein (Gent)

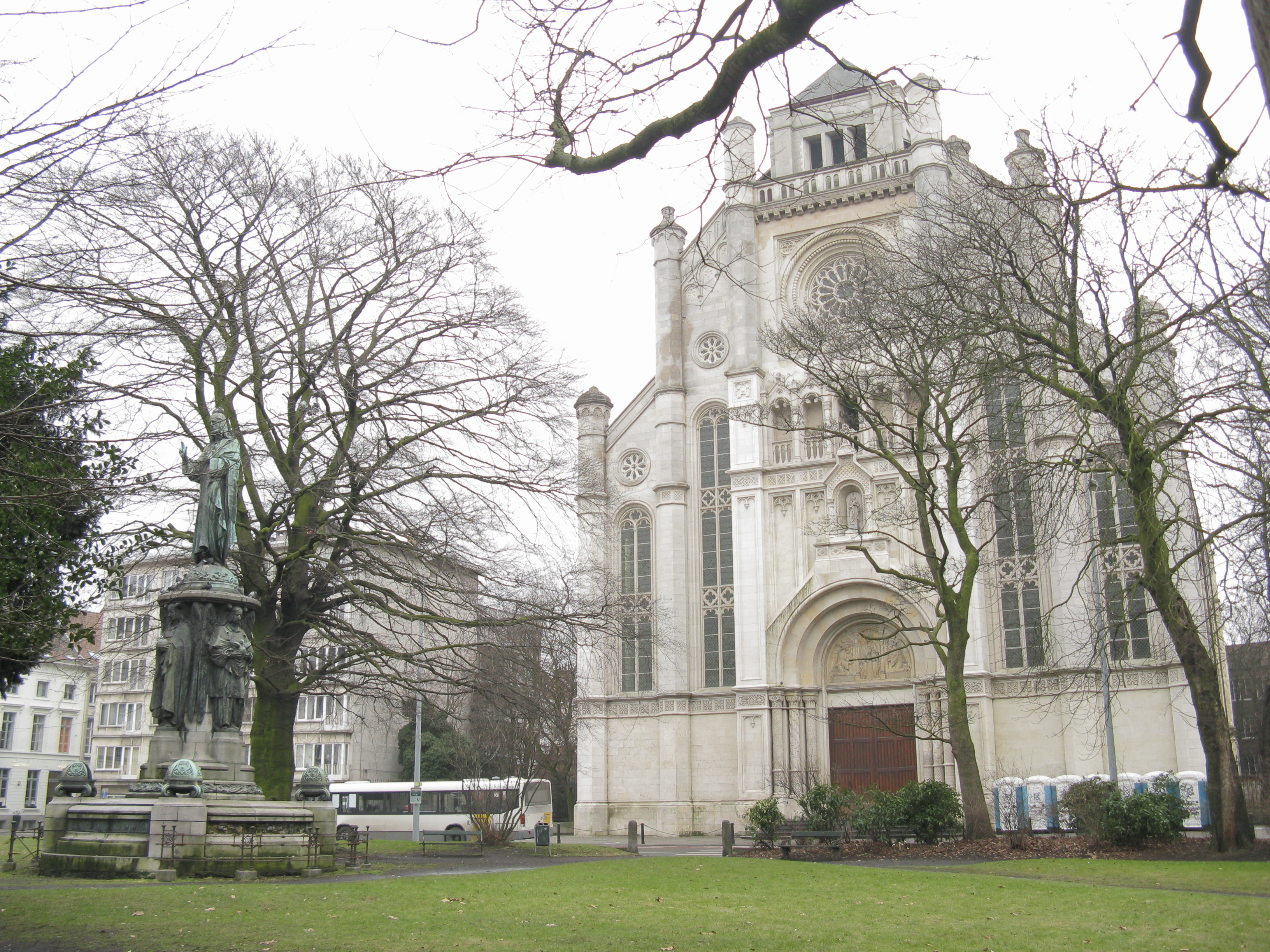
Sint-Annaplein en Sint-Annakerk

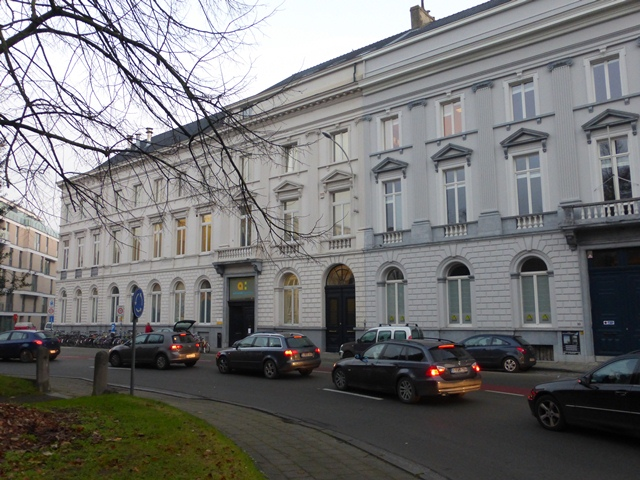
Arteveldehogeschool, campus departement Sociaal Werk

Het Sint-Annaplein is een plein in de Belgische stad Gent in de Zuid.

## Geschiedenis
Het plein werd aangelegd naar plannen van Gents stadsarchitect Lodewijk Roelandt tussen 1841 en 1846 bij de aanleg van de zone tussen de wijk, het station Gent-Zuid en het historische stadscentrum in het kader van het Zollikofer-De Vigneplan. Het plein kreeg initieel de naam van Jacob Van Arteveldeplein wat in 1981 werd aangepast naar de huidige naam.

### Eén rijstrook
Het verkeer rijdt over een rotonde rond het groen centraal pleintje, met bij elke straat een aansluiting op de rotonde. De rotonde had tot 2024 twee rijstroken. In augustus 2024 werd via wegmarkeringen de rotonde tot één rijstrook teruggebracht.om een veiliger fietspad te maken, en omdat een tweestrooksrotonde verkeerskundig geen nut meer had op deze lokale weg,

## Toekomstige aanleg
In het kader van het project GentSpoort moet er terug een tramlijn 7 over het Sint-Annaplein lopen, tussen station Gent-Sint-Pieters en station Dampoort. Het autoverkeer blijft dan enkel langs de noordwestelijke en noordoostelijke zijden, in plaats van over een rotonde, en de ruimte voor de Sint-Annakerk wordt verkeersluw.

## Openbaar vervoer
Het plein werd historisch in verschillende periodes bediend door de tramlijnen 2, 4, 5 en 7. Tegenwoordig rijden er wel meerdere buslijnen over het plein, maar de haltes bevinden zich verder in de Keizer Karelstraat en de Nieuwebosstraat en uiteraard ook op het Woodrow Wilsonplein, zo'n 150 meter verder, te bereiken via de Zuidstationstraat.

## Beschrijving
Als verbinding tussen de Zuidstationstraat en de Nieuwebosstraat is het plein historisch onderdeel van de N422, een benaming die niet wordt gebruikt in recente mobiliteitsplannen.
De straten die uitgeven op het plein zijn in de noordelijke hoek de Filips van Arteveldestraat, in het oosten de Nieuwebosstraat, in het zuiden de Lange Violettestraat, in het zuidwesten de Zuidstationstraat, in het westen de Brabantdam en in het noordwesten de Keizer Karelstraat.
De noordoostelijke zijde van het plein werd als eerste gebouwd en er ontstond een gevelwand met neoclassicistische herenhuizen met drie bouwlagen. In 1944 werd hier de katholieke school voor maatschappelijk dienstbetoon gevestigd, een hogeschool die meisjesstudenten opleidde voor sociaal werk. In 1961 werden ook mannelijke studenten toegelaten en werd dit het Katholiek Vormingscentrum voor Maatschappelijk Werk (KVMW) dat in een grote fusie van hogescholen eind 2000 deel ging uitmaken van de Arteveldehogeschool als de campus van het departement Sociaal Werk.
De zuidoostelijke zijde van het plein werd ingenomen door de in 1866 ingehuldigde Sint-Annakerk, een bouwwerk in eclectische Rundbogenstil naar plannen initieel ook van Lodewijk Roelandt, maar toen die in 1855 ontslag nam, in een vereenvoudigd plan van Jacques Van Hoecke. Het ontwijd kerkgebouw zou na een restauratie vanaf 2026 een buurtsupermarkt, restaurant en bar huisvesten.
Aan het plein ligt ook sinds 1970 de arthouse stadsbioscoop Studio Skoop, met vijf zalen en een filmcafé, in een bouwwerk dat daarvoor toebehoorde aan de Union Fraternelle des Anciens Combattants.
Centraal op het plein bevindt zich een square of groen parkje. In 1869 werden er kastanjebomen op de square gepland. In het midden van het parkje staat een Heilig-Hartbeeld ter ere van de oorlogsslachtoffers uit de Eerste Wereldoorlog van Joseph Cornelius, ingehuldigd op 3 oktober 1926. Verder staat er ook op de westelijke uithoek van het parkje een door Hippolyte Leroy gecreëerd borstbeeld uit 1925 van Albert Mechelynck, een voormalig Gents liberaal politicus, volksvertegenwoordiger en voorzitter van de Liberale Partij in het begin van de 20e eeuw.